# Murder City
Murder City (en español, Ciudad Asesina) Es la undécima canción del álbum 21st Century Breakdown de la banda Green Day.
Esta canción habla sobre cómo el caos y la desesperación que reinan en la ciudad afectan a Christian (“desperate, but not hopeless, I feel so useless in the Murder City”), mientras Gloria lo observa llorar, con aparente desinterés (“Christian’s crying in the bathroom, and I just wanna bum a cigarette”/ Christian llora en el baño, y yo solo quiero fumar un cigarrillo) Es otra de las cartas fuertes del álbum. También de que cuando Christian está llorando, Gloria está a punto de tener a su hijo ("We've come so far, we've been so wasted ,It's written all over our faces/Hemos llegado tan lejos, hemos estado tan perdidos, está escrito sobre nuestras caras"). Los últimos acordes de esta canción son los primeros de "¿Viva la Gloria? ( Little Girl)".
- Datos: Q5850643